# Ralská pahorkatina
Ralská pahorkatina (německy Rollberg-Hügelland) je geomorfologický celek na západě Severočeské tabule. Zaujímá převážnou část okresu Česká Lípa, východ okresu Litoměřice, sever okresu Mělník, jihozápad okresu Liberec a malou severozápadní část okresu Mladá Boleslav. Nejvyšším vrcholem je hora Ralsko (698 m). V západní části pahorkatiny se nachází CHKO Kokořínsko - Máchův kraj.

## Charakter území
Je to členitá pahorkatina na svrchnokřídových kvádrových křemenných, místy jílovitých a vápnitých pískovcích, v menší míře na slínovcích, písčitých slínovcích a jílovcích, s četnými drobnými tělesy třetihorních sopečných hornin (žíly, výplně sopouchů, lakolity). Vznikl strukturně denudační reliéf sedimentárních stupňovin, mělkých kotlin s říčními terasami a rašeliništi, rozsáhlých zarovnaných povrchů typu kryopedimentů. V kvádrových pískovcích jsou kaňonovitá a soutěskovitá údolí a četné tvary zvětrávání a odnosu horniny. Charakteristické jsou početné vrchy na neovulkanitech, vypreparovaných čedičových, znělcových a trachytových horninách, které vytvářejí krajinné dominanty. Do povodí horního toku Panenského potoka pronikl přes Jítravské sedlo v době halštrovského a sálského zalednění pevninský ledovec. Na severovýchodě jsou rozsáhlé montánní antropogenní tvary.

## Poloha
Ralská pahorkatina se táhne ve směru jihozápad – severovýchod. Na severovýchodě je ohraničena Ještědsko-kozákovským hřbetem. Na severu se stýká s Lužickými horami, linie mezi nimi je vedena mezi Novým Borem, Svorem, Mařenicemi, Heřmanicemi v Podještědí a obcí Kněžice. Na severozápadě mezi Novým Borem a Litoměřicemi navazuje České středohoří, se kterým má vůbec nejdelší hranici z okolních celků. Na západě pozvolna klesá k Labi, poblíž jehož pravého břehu se mezi Liběchovem a Litoměřicemi stýká s Dolnooharskou tabulí. Na jihovýchodě celek plynule přechází do Jizerské tabule a dosahuje téměř k městu Mělník. Na východě u města Český Dub sousedí s druhým celkem Severočeské tabule, Jičínskou pahorkatinou, se kterou má nejkratší hranici z okolních celků.

## Členění
Celek Ralské pahorkatiny (dle Demka VIA–1) má v geomorfologickém členění dva podcelky. Převážnou část tvoří na jihozápadě Dokeská pahorkatina (VIA–1A), na severovýchodě je Zákupská pahorkatina (VIA–1B). Tyto podcelky se dále člení do celkem devíti okrsků:
| Geomorfologické členění Ralské pahorkatiny                             | Geomorfologické členění Ralské pahorkatiny | Geomorfologické členění Ralské pahorkatiny |
| ---------------------------------------------------------------------- | ------------------------------------------ | ------------------------------------------ |
| ČESKÁ VYSOČINA • Česká tabule • Severočeská tabule                     |                                            |                                            |
| DOKESKÁ PAHORKATINA                                                    | Polomené hory                              | Vlhošť (614 m)                             |
| DOKESKÁ PAHORKATINA                                                    | Úštěcká pahorkatina                        | Hořidla (371 m)                            |
| DOKESKÁ PAHORKATINA                                                    | Jestřebská kotlina                         | Borný (446 m)                              |
| DOKESKÁ PAHORKATINA                                                    | Provodínská pahorkatina                    | Dub (458 m)                                |
| DOKESKÁ PAHORKATINA                                                    | Bezdězská vrchovina                        | Bezděz (606 m)                             |
| ZÁKUPSKÁ PAHORKATINA                                                   | Cvikovská pahorkatina                      | Ralsko (698 m)                             |
| ZÁKUPSKÁ PAHORKATINA                                                   | Českolipská kotlina                        | Špičák (446 m)                             |
| ZÁKUPSKÁ PAHORKATINA                                                   | Podještědská pahorkatina                   | Stříbrník (510 m)                          |
| ZÁKUPSKÁ PAHORKATINA                                                   | Kotelská vrchovina                         | Mazova horka (569 m)                       |
| PROVINCIE • Subprovincie • Oblast / Celek / PODCELEK • Okrsek • Vrchol |                                            |                                            |

## Větší města
Na území celku leží okresní město Česká Lípa a zčásti též Litoměřice, z dalších menších měst tu jsou Nový Bor, Cvikov, Jablonné v Podještědí, Zákupy, Mimoň, Stráž pod Ralskem, Doksy, Dubá, Úštěk, Ralsko a z menší části Štětí.

## Nejvyšší vrcholy
Uvedeny jsou všechny s aktuální nadmořskou výškou nad 500 metrů. Výška u některých vrchů se časem snižuje těžbou kamene (např. Maršovický vrch, Tlustec).
- Ralsko (698 m), Zákupská pahorkatina
- Jezevčí vrch (666 m), Zákupská pahorkatina
- Vlhošť (614 m), Dokeská pahorkatina
- Bezděz (606 m), Dokeská pahorkatina
- Tlustec (592 m), Zákupská pahorkatina
- Zelený vrch (586 m), Zákupská pahorkatina
- Malý Bezděz (577 m), Dokeská pahorkatina
- Mazova horka (569 m), Zákupská pahorkatina
- Holubník (563 m), Zákupská pahorkatina
- Ortel (554 m), Zákupská pahorkatina
- Ostrá horka (552 m), Zákupská pahorkatina
- Ronov (552 m), Dokeská pahorkatina
- Tisový vrch (540 m), Zákupská pahorkatina
- Slavíček (538 m), Zákupská pahorkatina
- Velký Jelení vrch (514 m), Zákupská pahorkatina
- Stříbrník (510 m), Zákupská pahorkatina
- Vrátenská hora (507 m), Dokeská pahorkatina
- Činkův kopec (507 m), Zákupská pahorkatina
- Jelínka (505 m), Zákupská pahorkatina
- Zábrdský kopec (501 m), Zákupská pahorkatina
- Kostelní vrch (500 m), Zákupská pahorkatina

Podrobný seznam hor a kopců podle nadmořské výšky a prominence obsahuje Seznam vrcholů v Ralské pahorkatině.

## Vodopis
Území je odvodňováno řekou Ploučnicí a menšími pravostrannými přítoky Labe (Pšovka, Liběchovka, Úštěcký potok a jeho přítok Obrtka). Na druhé straně potom přítoky Jizery (Zábrdka, Mohelka).

## Fotogalerie některých hor

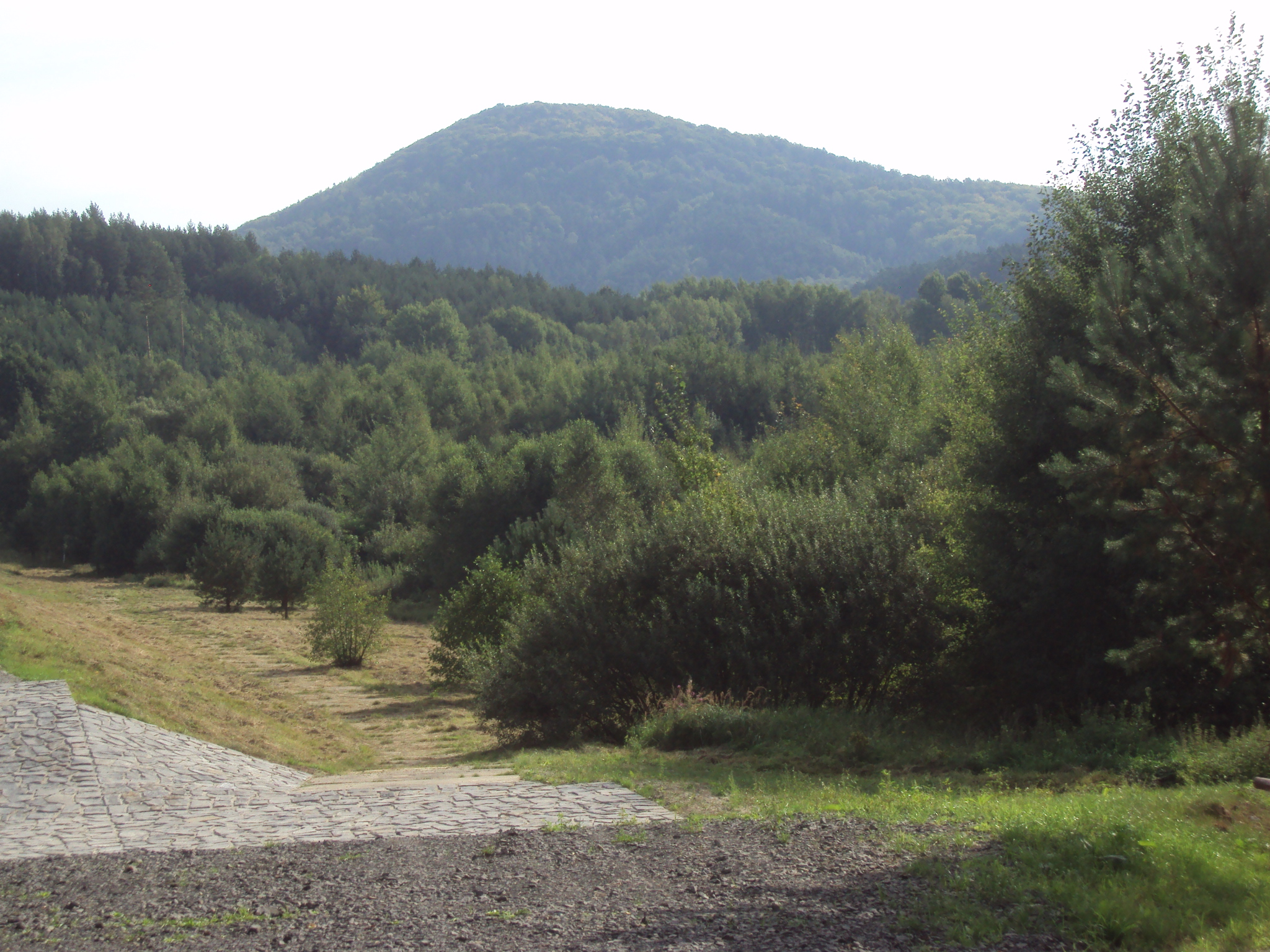
Jezevčí vrch
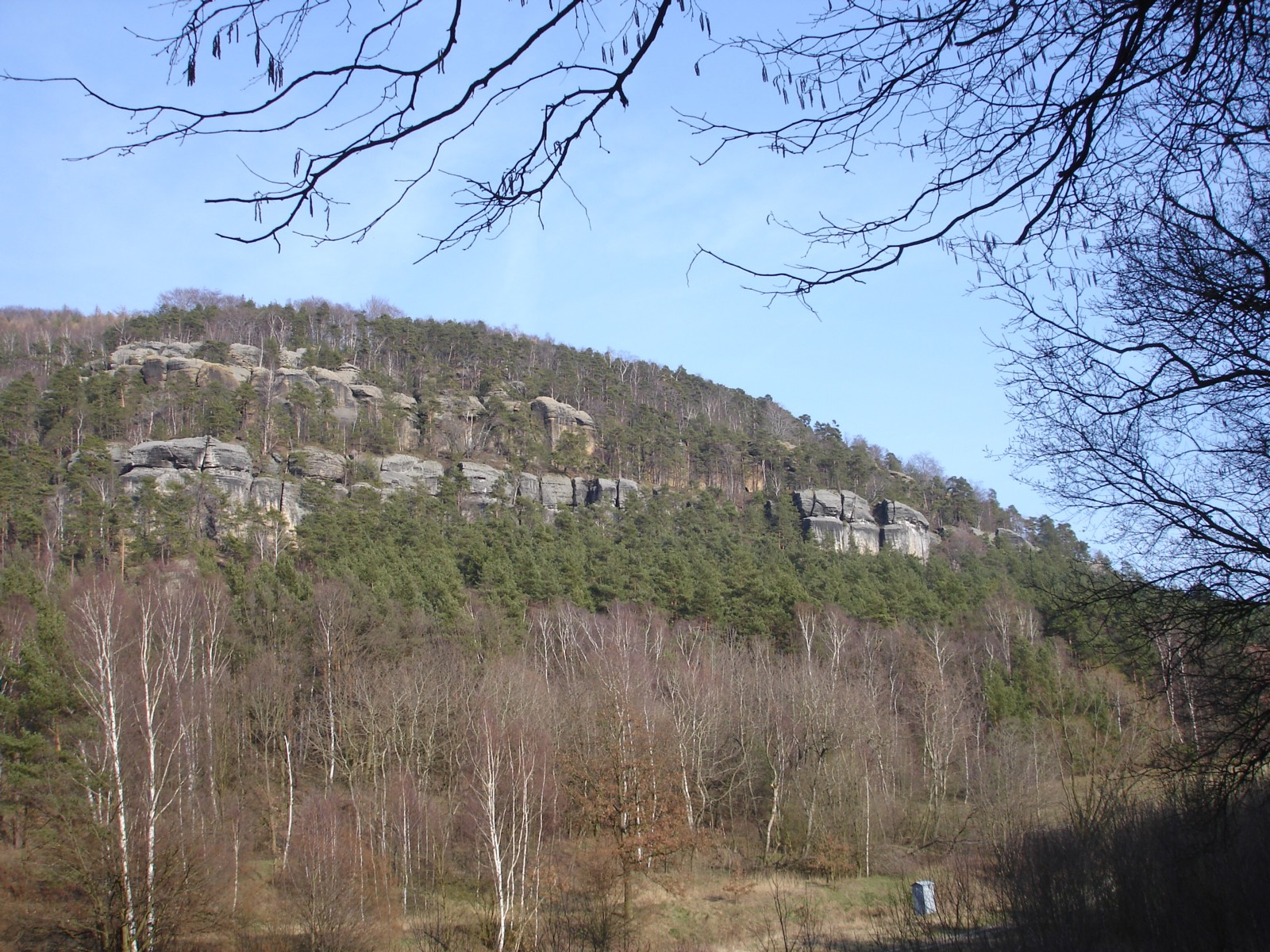
Svahy Vlhoště
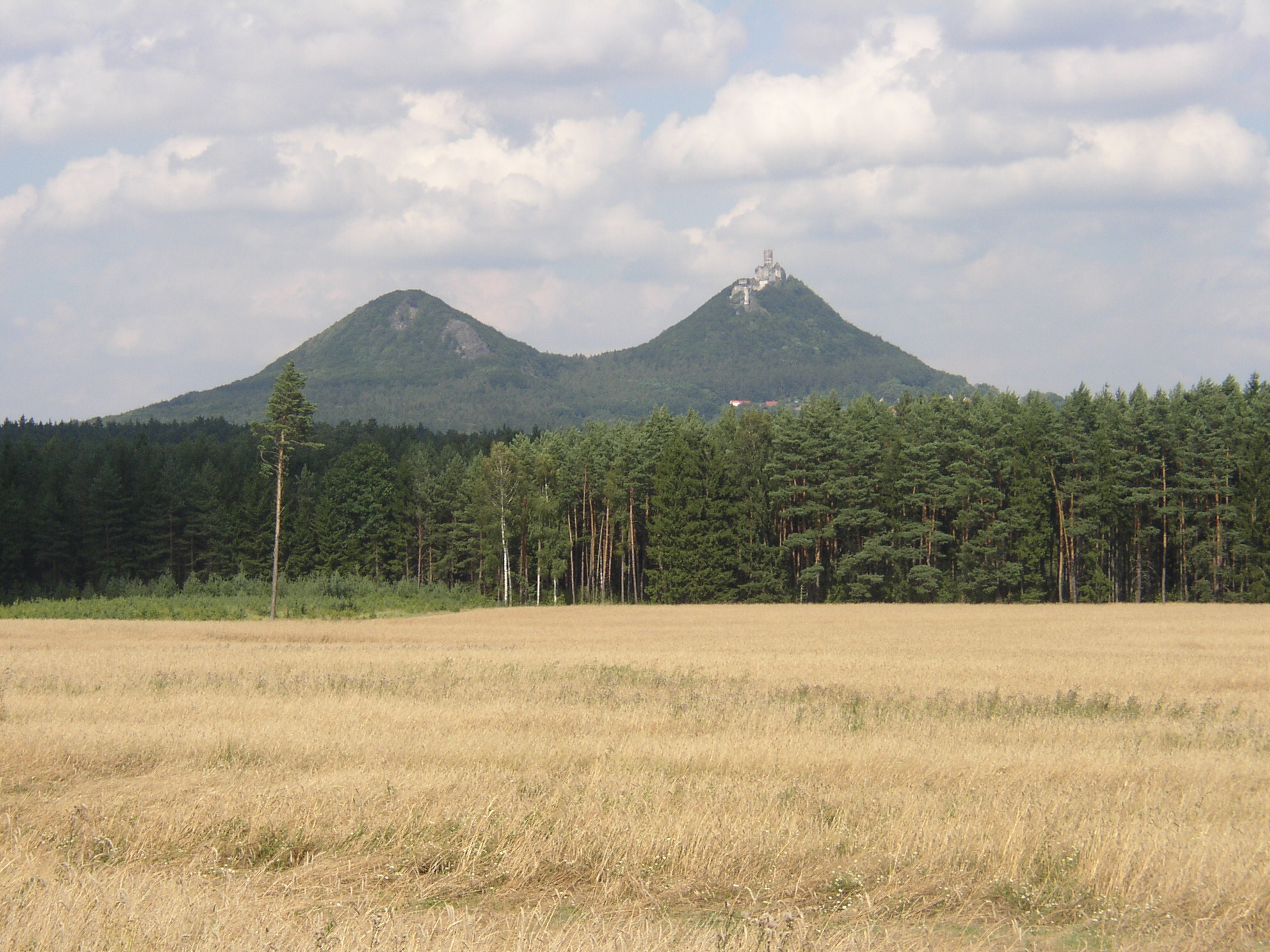
Malý Bezděz a Bezděz
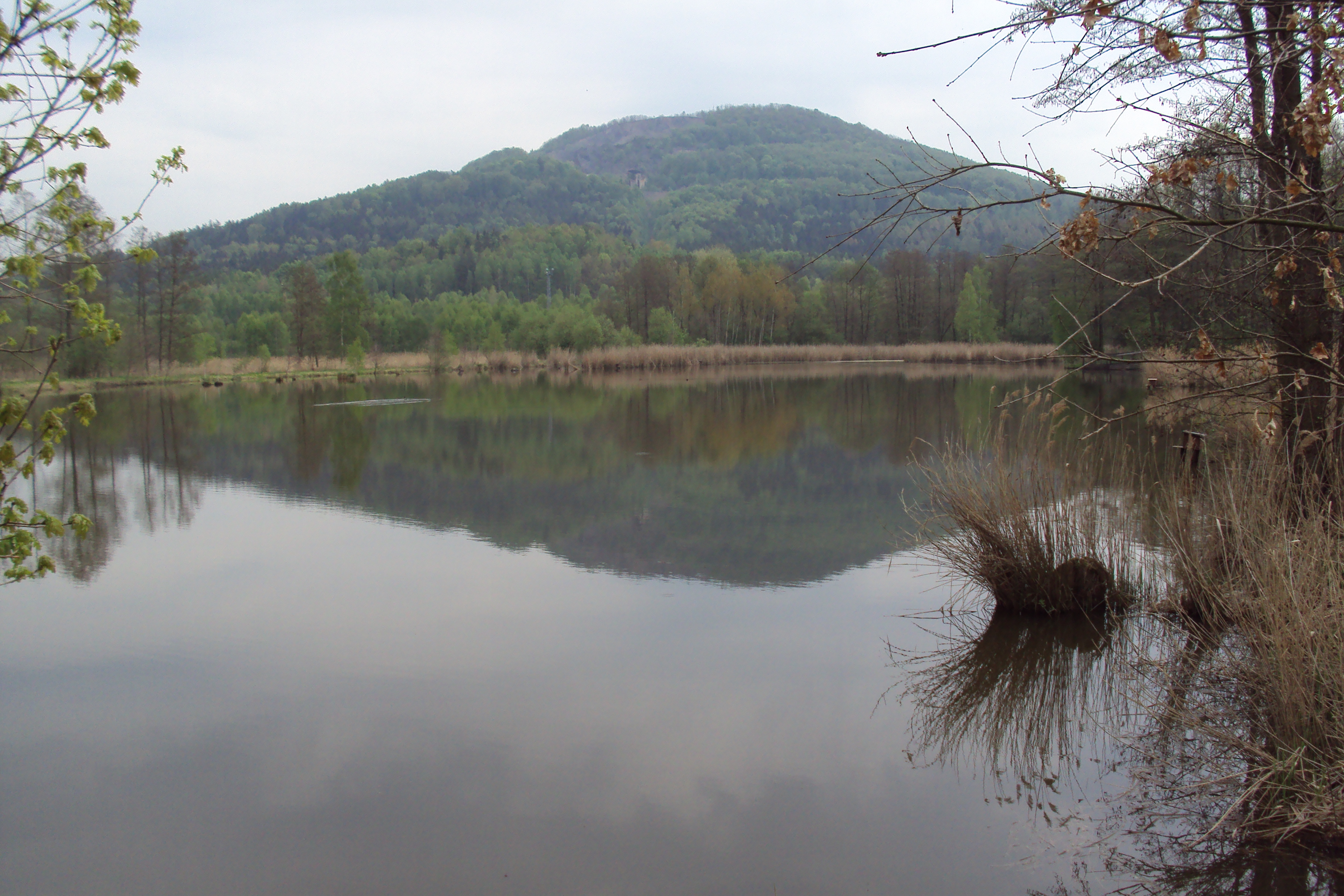
Tlustec od Brništského rybníka
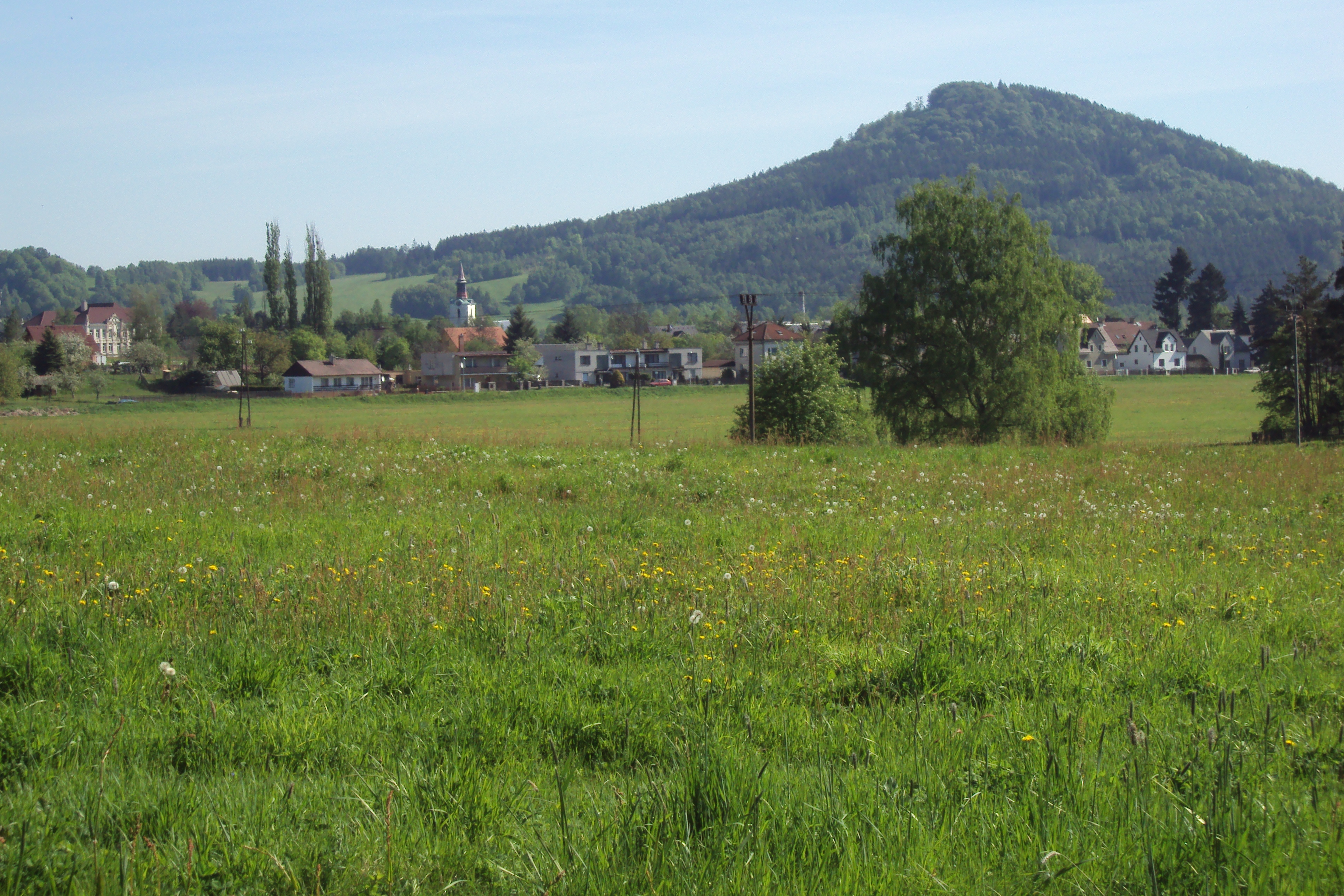
Zelený vrch nad Cvikovem
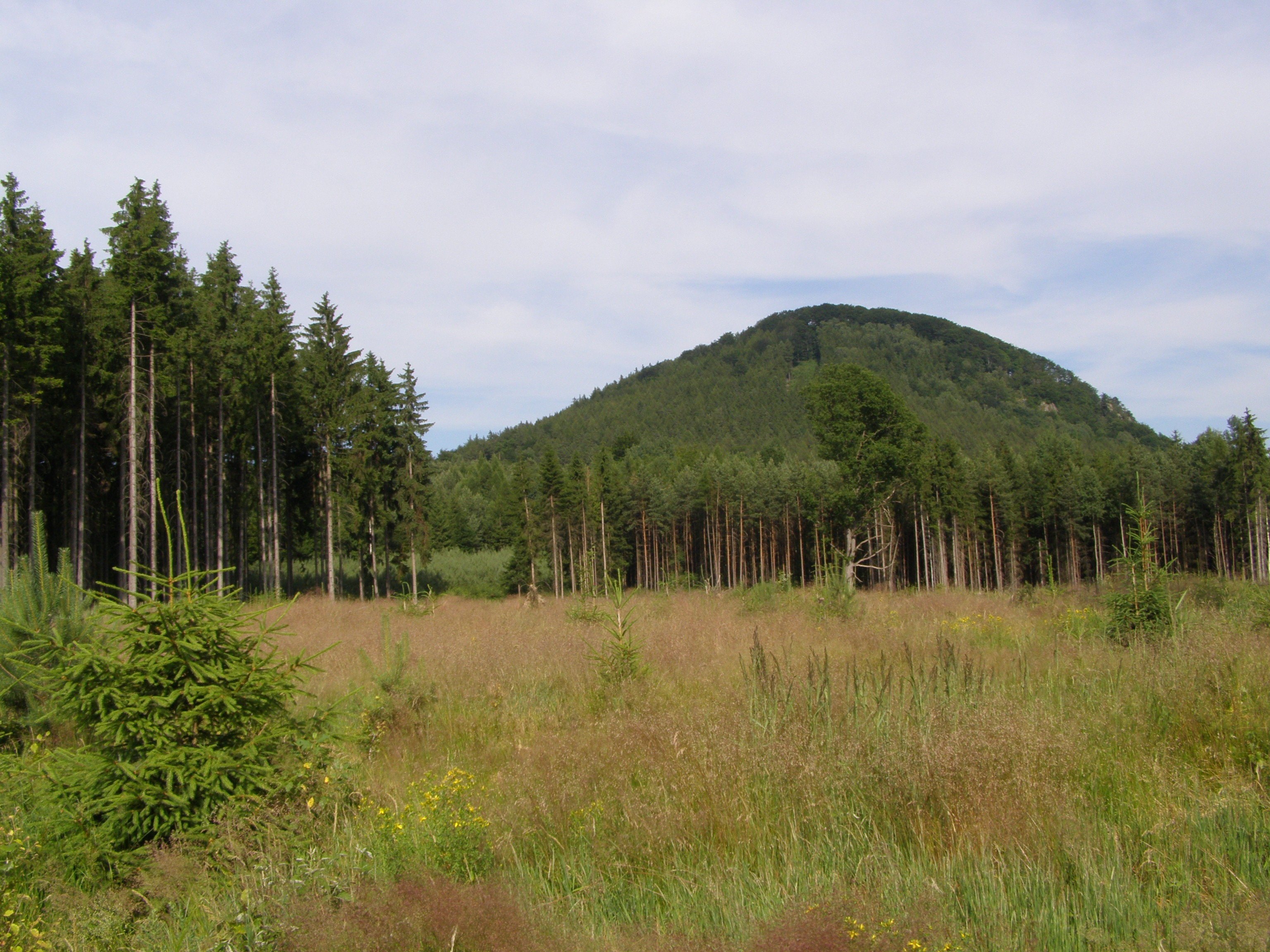
Ortel poblíž Cvikova
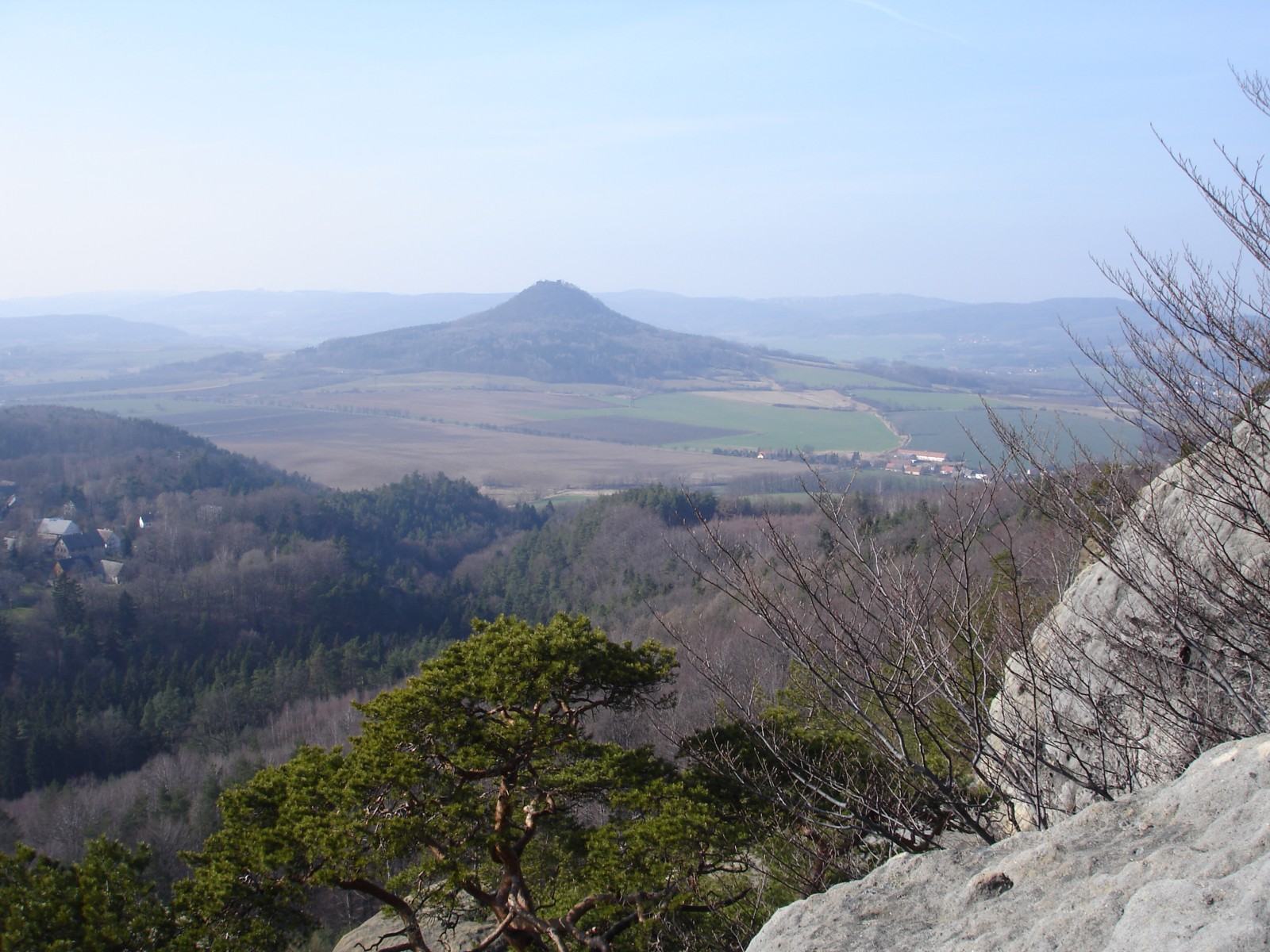
Ronov z Vlhoště
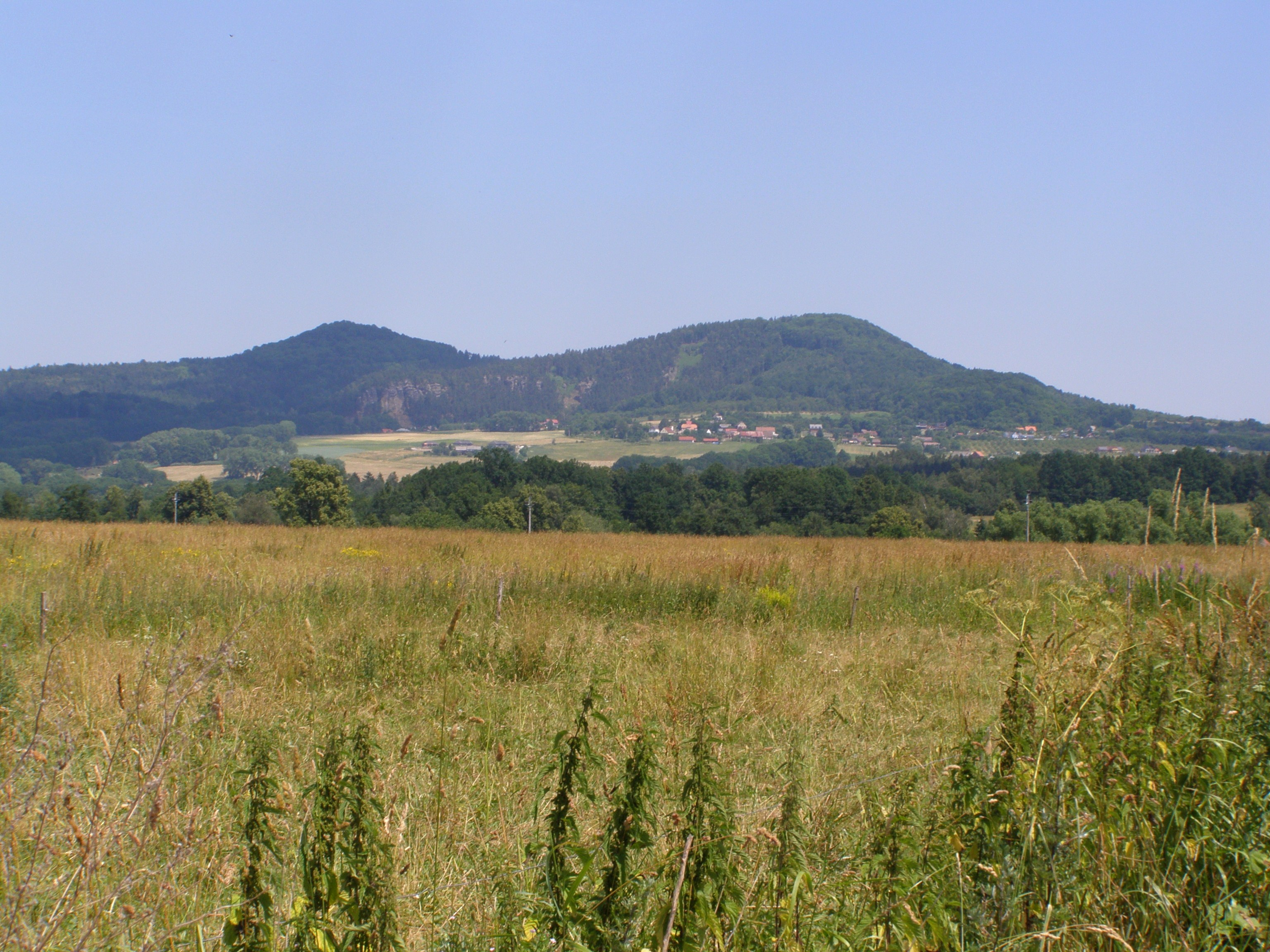
Slavíček a Tisový vrch